# Magdalena Pyrgies
Pour les articles homonymes, voir Pyrgies.
Magdalena Pyrgies, née le 6 juin 1987, est une coureuse cycliste polonaise. Elle pratique le VTT, le cyclo-cross et le cyclisme sur route.
Avec sa sœur aînée Marlena (née en 1986), elle domine les épreuves de VTT et de cyclo-cross au niveau national dans les années 2000.

## Palmarès en VTT

### Championnats d'Europe
- Kluisbergen 2005
  -  Championne d'Europe de cross-country juniors[1]

## Palmarès en cyclo-cross
- 2003-2004
  - 2e du championnat de Pologne de cyclo-cross
- 2005-2006
  -  Championne de Pologne de cyclo-cross
- 2006-2007
  -  Championne de Pologne de cyclo-cross
- 2010-2011
  - 3e du championnat de Pologne de cyclo-cross
- 2011-2012
  - 3e du championnat de Pologne de cyclo-cross
- 2012-2013
  -  Championne de Pologne de cyclo-cross

## Palmarès sur route
- 2008
  - 2e du Klasyczny-Naleczow
  - 2e du championnat de Pologne du contre-la-montre espoirs
  - 3e du championnat de Pologne sur route espoirs